# Crepis bellidifolia
Crepis bellidifolia là một loài thực vật có hoa trong họ Cúc. Loài này được Loisel. mô tả khoa học đầu tiên năm 1807.